# Super Show 6
Super Junior World Tour - "Super Show 6" El concierto en vivo 2014 de la banda sur coreana Super Junior promocionando su séptimo álbum de estudio Mamacita. El Tour Mundial Comenzó con tres shows en el Jamsil Indoor Stadium de Seúl en septiembre del 2014 seguido de Japón, China y otros países asiáticos. 

## Concierto
- Seúl

La gira fue anunciada el 7 de julio de 2014, incluso antes de que Super Junior iniciara la promoción de su séptimo álbum de estudio,  Mamacita . Las entradas para los concierto del 20 al 21 de septiembre en Seúl salieron a la venta el 7 de agosto y se agotaron en 9 minutos. Más tarde, el grupo añadió un día más, el 19 de septiembre debido a la alta demanda y los boletos salieron a la venta el 21 de agosto. El concierto del 21 de septiembre marcó el Super Show No.100 series.
- Tokio

Los dos conciertos en Tokio fueron un suceso en la historia del Tokyo Dome con más de 112,000 entradas agotadas en tan solo 11 minutos, Super Junior es el primer artista coreano en agotar más de 56,000 tickets por concierto en el recinto.
- Hong Kong

La venta de tickets para el concierto de Super Junior en Hong Kong fue el día 6 de octubre, solamente venta exclusiva para clientes con tarjeta de crédito BEA, la venta General para el concierto fue hasta el 13 de octubre, con los costos de los tickets desde $65, $95, $115, $135, $175 y $235 dólares, los tickets se agotaron en 7 días, la venta fue un éxito ya que superó los 14 000 tickets vendidos siendo la segunda vez que Super Junior vende más de 14 000 tickets en la arena, la primera vez fue en 2009 donde vendió 14,793 tickets con su Super Show 2 Tour y es el artista que ha realizado conciertos con más audiencia en el AsiaWorld-Arena.
- Pekín

Super Junior reúne más de 12,000 fanáticos para su SUPER JUNIOR WORLD TOUR “SUPER SHOW 6” en el másterCard Center de Pekín, China.
- Taipéi

SUPER JUNIOR WORLD TOUR “SUPER SHOW 6” en Taipéi causó una gran expectativa en los fanáticos quienes esperaban el regreso de Leeteuk y Heechul, las más de 25,000 entradas de los dos conciertos se agotaron en muy poco tiempo, los tickets fueron vendidos en $32, $90, $125, $173, $205 y $249 dólares.
- Osaka

Super Junior reunió más de 150,000 fanáticos japoneses en los 3 conciertos consecutivos en el Osaka Dome con su SUPER JUNIOR WORLD TOUR “SUPER SHOW 6”. 
- Fukuoka

Super Junior realizó su primer concierto en Fukuoka como parte de su gira mundial SUPER JUNIOR WORLD TOUR “SUPER SHOW 6” en el Fukuoka Dome el 20 de diciembre de 2014, ante más de 52,000 personas, siendo hasta ahora el artista con la mayor audiencia registrada en el Fukuoka Dome.
- Bangkok

La venta de tickets en Bangkok se anunció el 24 de noviembre y fue realizada el 29 de noviembre, los costos de los tickets fueron desde $37, $68, $105, $140, $160 y $220 dólares, por segunda vez Super Junior reunió más de 32,000 fanáticos en el recinto IMPACT Arena, la primera vez fue en su Super Show 2 Tour también superaron los 32,000 tickets agotados.
- Shanghai

El concierto en Shanghái fue un éxito total en ventas el día 4 de enero, los tickets tenían precio de $95, $160 y $250 dólares, pero a las fanáticas nada les impidió agotar los más de 13,000 tickets disponibles para su venta y estos fueron vendidos en menos de 14 minutos por lo cual se habilitaron más lugares para el concierto.  
El SUPER JUNIOR WORLD TOUR “SUPER SHOW 6” in SHANGHAI es hasta ahora el concierto con más audiencia realizado en la Arena Mercedes-Benz de Shanghái con casi 15,000 fanáticos, también tiene el récord del concierto con la venta más rápida de un artista coreano en la Arena Mercedes-Benz y es el concierto con mayor recaudación en historia de la Arena superando más de $2 millones de Dólares.
- Macao

La publicación y promoción oficial del evento se realizó por medio de la página de Facebook CotaiTicketing el 5 de febrero al igual que en Damai.cn y hkticketing.com, el 6 de febrero se realizó la venta general, los tickets variaron en precios desde $98, $125, $210, y $250 dólares, de los cuales el 80% se agotaron en solo 6 horas y el concierto se consideró agotado una semana antes de la fecha del concierto, vendiendo 14,750 tickets es el evento musical más exitoso realizado en el recinto CotaiArena en The Venetian Macao, recordando que también en marzo de 2012 con su Super Show 4 tuvieron récord de venta de dos conciertos consecutivos y más de 26,000 tickets agotados por un artista coreano en Macao, también es el único artista coreano que ha realizado 4 conciertos en CotaiArena.
- Nanjing

El evento SUPER JUNIOR WORLD TOUR “SUPER SHOW 6” in NANJING fue uno de los eventos más esperados por los fanáticos chinos ya que Super Junior volvía a Nankín después de más de 5 años con un “SUPER SHOW” ya que la última vez que habían visitado Nankín fue el 12 de diciembre de 2009 con su “SUPER SHOW 2”, el concierto SUPER JUNIOR WORLD TOUR “SUPER SHOW 6” in NANJING fue oficialmente publicado el día 15 de febrero en la página oficial del Nankín Olympic Sports Center Gymnasium y la página de tickets 228.com.cn, la venta fue hasta el 9 de marzo de 2015, día en que se vendieron el 75% de los tickets, el día 15 de marzo fueron agotados casi 14,000 tickets.
- Singapur

Para el evento se realizó la promoción desde el día 4 de febrero en la página oficial de la compañía ONE Production de Singapur y del recinto Singapur Indoor Stadium y en la página de Facebook Singapur Sports Hub, los tickets fueron vendidos entre $105, $135, $150, $205 y $240 dólares desde el día 28 de febrero, el recinto fue asignado para una gran capacidad para casi 12,500 personas en la cual se ocuparían aproximadamente 8,500 asientos en las gradas y casi 4,000 en la cancha o piso del estadio, siendo el concierto de K-pop más grande realizado en el recinto Singapur Indoor Stadium con 12,356 fanáticos.
- Jakarta

El 27 de febrero la compañía Synergism Entertainment hizo oficial el concierto para la ciudad de Yakarta y más tarde fue confirmado por SM Entertainment que Super Junior visitaría por tercera vez la ciudad de Yakarta con su serie de giras Super Show, Pero el concierto no se realizaría en el recinto Mata Elang International Stadium (MEIS) donde se realizaron las giras anteriores Super Show 4 y Super Show 5, ahora sería en el nuevo recinto Indonesia Convention Exhibition (ICE) el concierto fue planeado solamente para 14,500 fanáticos pero debido a la venta exitosa que tuvo en el primer día se habilitaron más de 5,000 lugares, los costos de los tickets fueron desde los $106, $190 y $215 dólares, estos se agotaron 1 semana antes del evento, Super Junior realizó su Super Show 6 ante 18,993 fanáticos en Jarkarta como última parada de su gira Super Show 6.

## Cancelación del tour dentro y fuera de Asia
Al comienzo el tour fue programado para visitar 25 países alrededor del mundo, 12 en Asia y 13 fuera de Asia, lamentablemente la visita a 16 países fue cancelada por la compañía S.M. Entertainment en los meses de febrero y marzo.
Entre los países que figuraban para visitar en Asia estaban 12 países y de estos se visitaron solo 9.
Conciertos Cancelados en Asia
| Conciertos cancelados en Asia |
| --- |
| - Vietnam, Ho Chi Minh City - Quân khu 7 Stadium - Filipinas, Manila - Mall of Asia Arena - Malasia, Kuala Lumpur - Putra Indoor Stadium |

Conciertos fuera de Asia
| Conciertos cancelados en Oceanía      |
| ------------------------------------- |
| - Australia, Sídney - Allphones Arena |

| Conciertos cancelados en Europa |
| --- |
| - Reino Unido, Londres - Wembley Arena - Italia, Milán - Mediolanum Forum - Alemania, Berlín - Max-Schmeling-Halle - Francia, Paris - Bercy Arena |

| Conciertos cancelados en Norte América |
| --- |
| - México, Monterrey - Arena Monterrey - México, Ciudad de México - Arena Ciudad de México - Estados Unidos, Los Ángeles, Staples Center - Estados Unidos, Nueva York - Madison Square Garden - Estados Unidos, Chicago - United Center - Canadá, Toronto - Air Canada Centre |

| Conciertos cancelados en Sudamérica |
| --- |
| - Perú, Lima - Jockey Club del Perú - Chile, Santiago - Movistar Arena - Argentina, Buenos Aires - Luna Park - Brasil, São Paulo - Ginásio do Ibirapuera - Brasil, Río de Janeiro - HSBC Arena - Colombia, Bogotá - Parque Simón Bolívar |

## Lista de canciones
| Seúl, Corea del Sur |
| --- |
| Super Junior Intro Video 1. "Twins (Knockout)" 2. "Bonamana" 3. "Taiko Drum Performance - (Solo Sungmin) 4. "Sorry Sorry" Drum Remix Ver. First video interlude 1. "U" 2. Rap - Eunhyuk Solo. 3. "춤을 춘다 (Midnight Blues)" 4. "그녀는 위험해 (She Wants It)" - First MENT 1. "Mr. Simple" Second video interlude 1. "Don't Leave Me" 2. "Evanesce" - Second MENT Third video interlude(Kyuhyun y Changmin) 1. "My thoughts, your memories" - Kyuhyun Solo. 2. "상심" - Kang-in Solo. 3. "사랑한다는 흔한 말" - Ryeowook Solo. 4. "This is Love" 5. "Islands" Fourth video interlude 1. "Swing" - Super Junior-M 2. "Fantastic" - Henry Solo. 3. "太贪心 (Blind)" - Zhou Mi 4. "1+1=LOVE" - Donghae Solo (feat. Eunhyuk) 5. "Motorcycle" - Donghae & Eunhyuk (Korean ver.) 6. "Hello" - Donghae & Eunhyuk (Korean ver.) 7. "Oppa, Oppa" - Donghae & Eunhyuk Fifth video interlude 1. "Nothin' On You" - Leeteuk Solo (feat. Sungmin) Sixth video interlude 1. "Wild Horse" - Siwon Seventh video interlude 1. "Frozen" cosplay stage. 2. "Rokkugo!!" Eighth video interlude 1. "Don't Forget" - Shindong - Third MENT 1. "Too Many Beautiful Girls" 2. "Shirt" 3. "Rockstar" 4. "Let's Dance" Encore Ninth video interlude 1. "Mamacita" - Fourth MENT 1. "Walkin'" 2. "너로부터 (From U)" - Ending MENT 1. "Haru" - Final |

## Fechas
| Fecha                        | Ciudad    | País          | Lugar                                            | Entradas vendidas/disponibles | Recaudación |
| ---------------------------- | --------- | ------------- | ------------------------------------------------ | ----------------------------- | ----------- |
| Asia                         |           |               |                                                  |                               |             |
| 19 de septiembre de 2014     | Seúl      | Corea del Sur | Jamsil Indoor Stadium                            | 35 964 / 35 964 (100%)        | $4 798 162  |
| 20 de septiembre de 2014     | Seúl      | Corea del Sur | Jamsil Indoor Stadium                            | 35 964 / 35 964 (100%)        | $4 798 162  |
| 21 de septiembre de 2014     | Seúl      | Corea del Sur | Jamsil Indoor Stadium                            | 35 964 / 35 964 (100%)        | $4 798 162  |
| 29 de octubre de 2014        | Tokio     | Japón         | Tokyo Dome                                       | 112 388 / 112 388 (100%)      | $11 571 296 |
| 30 de octubre de 2014        | Tokio     | Japón         | Tokyo Dome                                       | 112 388 / 112 388 (100%)      | $11 571 296 |
| 8 de noviembre de 2014       | Hong Kong | Hong Kong     | AsiaWorld-Arena                                  | 14 759 / 14 759 (100%)        | $2 012 133  |
| 22 de noviembre de 2014      | Pekín     | China         | másrterCard Center                               | 12 882 / 12 882 (100%)        | $1 864 504  |
| 29 de noviembre de 2014      | Taipéi    | Taiwán        | Taipéi Arena                                     | 25 360 / 25 360 (100%)        | $4 139 719  |
| 30 de noviembre de 2014      | Taipéi    | Taiwán        | Taipéi Arena                                     | 25 360 / 25 360 (100%)        | $4 139 719  |
| 5 de diciembre de 2014       | Osaka     | Japón         | Kyocera Osaka Dome                               | 154 038 / 154 038 (100%)      | $15 473 256 |
| 6 de diciembre de 2014       | Osaka     | Japón         | Kyocera Osaka Dome                               | 154 038 / 154 038 (100%)      | $15 473 256 |
| 7 de diciembre de 2014       | Osaka     | Japón         | Kyocera Osaka Dome                               | 154 038 / 154 038 (100%)      | $15 473 256 |
| 20 de diciembre de 2014      | Fukuoka   | Japón         | Yafuoku! Dome                                    | 52 874 / 52 874 (100%)        | $5 224 078  |
| 10 de enero de 2015          | Bangkok   | Tailandia     | Impact Arena                                     | 32 192 / 32 192 (100%)        | $4 715 169  |
| 11 de enero de 2015          | Bangkok   | Tailandia     | Impact Arena                                     | 32 192 / 32 192 (100%)        | $4 715 169  |
| 7 de febrero de 2015         | Shanghái  | China         | Mercedes-Benz Arena                              | 14 675 / 14 675 (100%)        | $2 106 384  |
| 1 de marzo de 2015           | Macao     | Macao         | CotaiArena                                       | 14 750 / 14 750 (100%)        | $3 031 195  |
| 29 de marzo de 2015          | Nankín    | China         | Nanjing Olympic Sports Center Gymnasium          | 13 983 / 13 983 (100%)        | $1 992 720  |
| 1 de mayo de 2015            | Singapur  | Singapur      | Singapur Indoor Stadium                          | 12 356 / 12 356 (100%)        | $2 380 589  |
| 3 de mayo de 2015            | Yakarta   | Indonesia     | Indonesia Convention Exhibition (ICE) - BSD City | 18 993 / 18 993 (100%)        | $3 027 876  |
| 11 de julio de 2015 (Encore) | Seúl      | Corea del Sur | Olympic Gymnastics Arena                         | 28 192 / 28 192 (100%)        | $3 719 254  |
| 12 de julio de 2015 (Encore) | Seúl      | Corea del Sur | Olympic Gymnastics Arena                         | 28 192 / 28 192 (100%)        | $3 719 254  |
| TOTAL                        | TOTAL     | TOTAL         | TOTAL                                            | 543 406 / 543 406             | $66 056 335 |

## Personal
Organizador: SM Entertainment
Promotor: Dream Maker Entercom